# عبد الله عبد الله (دبلوماسي)
عبد الله محمد إبراهيم عبد الله (أبو الرائد؛ 1 أبريل 1939 – 14 فبراير 2025) سياسي ودبلوماسي فلسطيني، مثّل منظمة التحرير الفلسطينية ودولة فلسطين لدى عدة دول. كان عضوًا في المجلس الثوري لحركة فتح بين عامي 2009 و2016، وعضوًا في المجلس المركزي الفلسطيني والمجلس الاستشاري لحركة فتح.

## حياته
وُلد عبد الله عبد الله في قرية قطنة قرب العاصمة الفلسطينية القدس في أبريل 1939 إبان فترة الانتداب البريطاني على فلسطين.
أنهى تعليمه المدرسي في المدرسة الرشيدية في مدينة القدس، ثم انتقل إلى جامعة دمشق ودرس الفلسفة في كلية الآداب. حصل على شهادة الدكتوراه في العلاقات الدولية من جامعة كارلتون بكندا.
انضم إلى حركة فتح عام 1968، وكُلف بمهام إدارة مكتب ممثلية منظمة التحرير الفلسطينية في كندا بين عامي 1972 و1990.
عام 1990، عينه الرئيس ياسر عرفات سفيرًا لدولة فلسطين لدى اليونان، واستمر في منصبه بعد تأسيس السلطة الفلسطينية حتى أكتوبر 2003.
عُين في 28 أكتوبر 2003 وكيلًا لوزارة الشؤون الخارجية الفلسطينية وبقي في المنصب حتى عام 2006.
في عام 2009، فاز بانتخابات المجلس الثوري لحركة فتح التي عُقدت أثناء المؤتمر السادس لحركة فتح في بيت لحم وصار عضوًا فيه.
عام 2010، عُين مُمثلاً لمنظمة التحرير الفلسطينية لدى الجمهورية اللبنانية وَأنهى مهام عمله بتاريخ 31 ديسمبر 2011.

## وفاته
أعلن عن وفاته أثناء زيارته إلى كندا صباح يوم الجمعة الموافق 14 فبراير 2025.